# Verein für Rasenspiele Mannheim
El VfR Mannheim, nom complet, Verein für Rasenspiele Mannheim, és un club de futbol alemany de la ciutat de Mannheim a l'estat de Baden-Württemberg.

## Història
El club va néixer l'any 1911 per al fusió del Mannheimer FG 1896, Mannheimer FG 1897 Union, i FC Viktoria 1897 Mannheim. Aquests clubs van ser fundadors de la DFB, l'any 1900. El VfR guanyà la Kreisliga Odenwald el 1922 i la Bezirksliga Rhein el 1925. A partir de 1933, amb la reorganització del futbol que feu el Tercer Reich entrà a la Gauliga Baden, campionat que guanyà els anys 1935, 1938, 1939, 1943 i 1944. Després de la Guerra participà en la Oberliga Süd, i el 1949 arribà el seu major èxit quan es proclamà campió d'Alemanya en derrotar a la final al Borussia Dortmund. Posteriorment el club participà en el campionats regionals i malgrat les dificultats econòmiques refusà fusionar-se amb l'altre club de la ciutat, el Waldhof Mannheim, els anys 1998 i 2003.

## Palmarès
- Lliga alemanya de futbol
  - 1949
- Campionat d'Alemanya del Sud
  - 1925
- Westkreis-Liga (I)
  - 1910, 1911, 1913, 1914
- Kreisliga Odenwald (I) 
  - 1922
- Bezirksliga Rhein (I) 
  - 1925, 1926
- Gauliga Baden (I) 
  - 1935, 1938, 1939, 1943, 1944
- Amateurliga Nordbaden (III) 
  - 1973, 1976
- Verbandsliga Nordbaden (V) 
  - 2004
- Copa d'Alemanya del Sud
  - 1959
- Copa North Baden
  - 1972, 1997, 2001